# OneShot
『OneShot』（ワンショット）は、インディーゲームスタジオFuture Catによって開発され、デジカによって販売されたパズルアドベンチャーのコンピュータRPG。2014年に公開されたRPGツクール2003製のフリーゲームをベースに、RPGツクールXPでリメイクされ、2016年12月8日にSteam向けにリリース、2020年3月12日にitch.ioにてリリースされた。2022年9月22日に『OneShot: World Machine Edition』としてNintendo Switch、PlayStation 4、Xbox One向けにリリースされた。
ゲームの公式の説明文には「The world knows you exist.（世界はあなたが存在していることを知っている。）」と記載され、そのゲームプレイとプロットの両方にメタフィクションの要素が含まれており、登場する多くのパズルに、ゲームのアプリケーションの外部となるオペレーティングシステムを巻き込んだ相互作用を持っている。物語的には、プレイヤーが主人公のニコ（Niko）とは別のキャラクターとして扱われ、太陽が失われ崩壊が進む世界で目覚めたニコをプレイヤーが導き、ニコの抱える新しい太陽である電球を塔に届け、世界に光を取り戻す旅を描く。
主に『OneShot』は肯定的なレビューを受けており、レビューアーはその物語とメタフィクションの側面を賞賛し、『UNDERTALE』などといった他のゲームと肯定的に比較している。2017年、ゲームはゲーム・オブ・ザ・イヤーのゴールデンジョイスティックアワードにノミネートされた。

## システム
『OneShot』では、プレイヤーが見覚えのない太陽が失われた世界に置かれた子供となるニコ（Niko）を操作することになる。ゲームはニコの視点のみを表す見下ろし型の視点となっているが、プレイヤーはゲーム上では別のキャラクターとして扱われ、パソコンにサインインしているユーザーアカウントが参照される。ゲーム中ではニコを休ませることができ、それと同時にプログラムを終了する。ゲームを再開すると、ニコの短い夢のシーンが流れ始める。
一般的なアドベンチャーゲームと同様に、ゲームプレイは主にアイテムを使ったパズルを解くことで構成されており、戦闘システムといったものは存在しない。アイテムは、特定の場所での使用や、組み合わせて新しいアイテムを形成することもできる。プレイヤーはゲーム全体を通してゲーム内のコンピュータと遭遇し、これはプレイヤーがファイルシステムを含んだゲーム外のコンテンツを見つけなければならないことを示している。これらは、コンピュータのオペレーティングシステムとの相互作用を引き起こすものもあり、例えば、ウィンドウを画面外に移動させ、現像されたフィルムを模倣するように戻したり、デスクトップの背景から手掛かりを得るものもある。これらの理由で、ゲーム内の指示からウィンドウモードでプレイすることが推奨されている。

## ストーリー
ゲームの主人公である猫のような子供のニコは、暗く見覚えのない家で目覚める。その家の中でニコは、外部のダイアログボックスを介してコンピュータのログイン名から派生した名前でプレイヤーをアドレス指定するコンピュータと会話をする。マシンによると、ニコが今いる世界は崩壊寸前であり、プレイヤーの目標はニコを故郷に帰すこととなる。ニコは電球の形をしたこの世界の太陽を見つけ、それを使い家を出ると、不毛の荒れ地に辿り着く。
そこでニコは予言者ロボと遭遇し、ロボはニコが世界を救うと予言されていることを告げる。ニコの目標は、太陽を3つのエリアを進み、中央の塔の頂上へ置き、世界に太陽の日光を取り戻すこととなる。ニコに居る場所は、荒野・ガス地帯を海に囲まれた土地である1番目のエリア「不毛の地」であった。ロボはニコにプレイヤーの存在と意思疎通の仕方を教え、プレイヤーは「救世主」となるニコに指示を出し導く責任を持つゲーム内の世界の神であることをニコに教える。ニコは、より感覚的に従順なロボットであるシルバーと出会う。シルバーは、ニコが次のエリアへ移動するために使う舟をプレゼントする。
自然豊かな小さい島が密集した土地である2番目のエリア「峡谷」で、ニコは幼い兄弟のアルーラと年上のカラムス、そして自然の精霊・メイズを含む地域の住民と交流する。次にニコは、都市化された3番目のエリアである「避難所・街」へ入り、ランプライターの助けを借りて街の都心部まで移動する。市立図書館に到着すると、ニコは図書館長のジョージに案内され、研究者のキップ・シルバーポイント博士の助けを借りてジョージの注意を引きつける。研究をいくつか行った後、ジョージはニコの持つ本を翻訳、「エンティティ」によって制御されている塔には、3つのリン酸のアイテムを使いアクセスできると記載されていた。エンティティは、ゲーム開始時にプレイヤーに語り掛けてきたコンピュータと同じ声であり、世界のコントロールが制限されていた。リン酸のアイテムを2つ手元に持っていたニコに、ジョージは3つの内の最後のアイテムを贈る。
ニコは塔に辿り着くが、プレイヤーはもうニコと話すことはできなくなる。エンティティはニコに、ニコとプレイヤーの両方が目標を達成したこと、そして今ニコが家に帰れることを知らせる。ニコはこのことを拍子抜けのように感じるが、それに従う。そしてプレイヤーは、新しいデクストップの壁紙として不思議なメモが表示され、ニコとの再接続方法を説明しているのに気づき、プレイヤーは再び現れ、トップに誘導される。「作者」と呼ばれる謎の人物が書き記したメモを見つけ、エンティティは制御不能となり破壊的になったことを知ることができる。頂上に辿り着くと作者は、太陽を壊して世界を破壊することでニコを家に帰すか、太陽を塔の頂上にも戻しニコをこの世界に閉じ込めるかをニコ達に選択させる。ニコはその決断をプレイヤーに委ね、プレイヤーの選択によってゲームのエンディングは決まる。

### Solstice
ゲームの完了後、メモがユーザーのドキュメントフォルダに表示され、プレイヤーは代わりのエンディングパス「Solstice」を通してゲームを続行することができる。当初は、ニコが早く作者の手記を所持している以外は、メインゲームと同じように物語が進む。ニコがシルバーに会うと、代わりに観測室に行くことになり、不毛の地で予言者ロボより高度なプロトタイプと出会う。このプロトタイプは、この繰り返しの前に起こった元の物語の出来事をニコに思い出させる。プロトタイプによると、世界は「ワールドマシン」と呼ばれるシミュレーションであり、この新しいルートはマシンのリセットであると説明する。
ニコとシルバー、そしてプロトタイプは峡谷に行き着くが、後者の2人は落石によって押し潰される。そこでニコはカラマス、アルラと再会し、メカニック・セドリックの飛行機を修理する。セドリックは自分の父が、破壊された前の世界を置き換えるためにワールドマシンを生み出した作者であったとニコに語る。ニコとセドリックは飛行機で避難所に向かい、セドリックはバックアップメモリーディスクを使いプロトタイプを復元、ニコに知性を持つ狐のルゥを探すよう指示する。ルゥは、ワールドマシンが元のゲームのエンティティであり、ニコが存在することでエンティティが破壊されたことを明かす。セドリックと復元されたプロトタイプが再び現れ、ニコと共にワールドマシンの内部に乗り込み、ワールドマシンを手なずけることでその破壊的な行動を逆転させる。そしてニコは塔に太陽を置くことで世界を修復させ、登場人物の死も元に戻され、ニコは家に帰る。ゲームを再開すると、ワールドマシンは「ニコがいなければ、語るべき物語も、この地を踏破する救世主もいない」と語り、ニコのニコの記録した記憶を使ってゲームをリプレイするオプションをプレイヤーに与え、ワールドマシンが映し出すニコで、その後のゲームがプレイできるようになる。

## 開発とリリース
当初はフリーウェアのゲームであり、このバージョンは1か月で作成され、2014年6月30日に、クリエイターのEliza VelasquezとCasey Guによってオンラインでリリースされた。RPGMakerWebのインディーゲームメイキングコンテスト2014のエントリー作品として開発されたが、受賞されることはなかった。Steamのリメイクとは異なり、この初期バージョンでは、1回のプレイからゲームをそれ以上再試行することができず、プレイヤーがセーブポイント以外でメインウィンドウを閉じた場合、つまりゲームのタイトルが表示された場合には、進行状況がすべて終了するという特徴を持つ。このコンセプトは、開発者が有料のフルレングス製版版には厳しすぎると考え、カットされた。
Guによると、『OneShot』は太陽がないという設定を反映するため、包括的な「暗くて活気に満ちている」というテーマで設計されている。ゲーム内の世界のエリアはRGBカラーモデルに触発され、各エリアの音楽はそれぞれのビジュアルデザインが完成した後にのみ作曲されている。もう一つのテーマは「荒廃した世界で生きる価値を見つける物語」。この設定は常に引き付けられる何かがあると言う物。GuとVelasquezは、『Hyper Light Drifter』、『ゆめにっき』、『ゼルダの伝説 夢をみる島』、『星の王子さま』などのゲームのテーマから受けたインスピレーションを引用している。
PC Gamerとのインタビューにて、Velasquezは『OneShot』の第四の壁を破る性質が、『メタルギアソリッド』のサイコ・マンティスに触発されたと述べている。またVelasquezは、「メタゲーム」のコンセプトを最初に思いつき、ゲームのストーリーはそのコンセプトがベースになっていると述べている。初期バージョンは『UNDERTALE』の前にリリースされているが、Velasquezはそのことを「反影響（anti-influence）」と述べており、発表後ではその形式に独自の見方をしたかったのだという。開発にアイデアを使い果たした後は、従来のパズルがいくつかゲームに組み込まれている。例えば、アイテムを組み合わせる要素は、『モンキー・アイランド』などの古典的なアドベンチャーゲームから触発されている。
Game Developers ConferenceとIndieCadeで紹介された後、以前のバージョンの「再リリース」が2年後の2016年12月8日にSteamで入手可能となった。2017年3月28日、ストーリーに関する謎を解き明かす新しいエンディング「Solstice」が追加アップデートとしてリリース、ゲームの古い続編のアイデアが部分的にベースとなっている。macOS版は2018年5月31日にリリースされ、ゲームプレイを「Windows版とできるだけ近くする」ことを目的としている。Linux版は2019年4月24日にリリースされた。Linux版とWindows版は、2020年3月12日にitch.ioでもリリースされた。
2021年12月8日には、Steam版リリース5周年を記念して、2022年にNintendo Switch、PlayStation 4、Xbox Oneといった家庭用ゲーム向けにもリリースすると発表した。2022年5月11日に公開された「Indie World 2022.5.11」では、タイトルが『OneShot: World Machine Edition』として2022年夏に発売することを発表。2022年8月18日にNintendo Switch版とXbox One版の予約受付を開始、共にNintendo Switch、PlayStation 4、Xbox One版を2022年9月22日に配信することが発表された。発売元はDANGEN Entertainment、家庭用ゲームならではの機能も新要素として導入される。
switchの移植の理由は移植時のプログラムを0から完全に書き換える必要があり、当初は移植の予定は長期間の間考えてなかったがオリジナル版のリリース直後に反響が大きくなり、「移植してほしい」と言うコミュニティの声も時間と共に高まった事から真剣に検討することになった。

## 評価
レビュー集積サイトのMetacriticには9本のレビューが掲載されており、それらのレビューは主に肯定的なものが多い。Rock, Paper, Shotgunの著作家であるジョン・ウォーカーは、「全く魅力的で、楽しく書かれており、そして極めて巧妙だ」と述べており、COGconnectedのルイ・ストーはゲームが「まったく予想外で不思議」と表現している。New Game Networkのチャーリー・ニコルソンは、ゲームを『UNDERTALE』や『Pony Island』と肯定的に比較しており、「必ずしも『革命的』ではないが、ますます流行している『メタゲーム』へのアプローチの仕方が大きく違っている。」と述べている。
また複数のレビューアーは、ゲームのメタフィクションの側面を賞賛している。ウォーカーは、「ゲームでできるとは知らなかったことが、自分のPCでできる。」と述べている。ニコルソンは、プレイヤーとゲームの間にある壁を破る方法を賞賛し、「ニコのウェブカメラを、青いタッキングに期待する」という誘惑に駆られたと述べている。アドベンチャーゲームのレビューアーであるパスカル・テイカラもこの相互作用を賞賛しているが、一部のプレイヤーはコンピュータへの干渉を嫌う可能性があると指摘している。ストーはパズルを解くためのアイテムの組み合わせの分かりづらさを批判しているが、その問題に当てはまるパズルは1つか2つだけで大きな問題ではないとも述べている。
Hardcore Gamerのレビューアーであるスペンサー・ラトリッジは「『OneShot』は自然に感情を伝えてくる」と述べ、ゲームのストーリーを賞賛している。ウォーカーは、キャラクターとのやりとりに「短いが、何十ものやりとりは全て読む価値があり、それらのほとんどにプレイヤーを笑顔にする瞬間がある。」と述べている。ニコルソンとストーの両者はニコの特徴を賞賛しており、ストーはゲームをプレイしている間、「ニコが本当にキャラクター達を助けたかったのだろう」と主張している。反対意見として、ニコルソンは他のメタフィクションゲームに比べて深みがないと主張し、キャストが欠けていることとニコとの距離が離れすぎていると見なしている。
アートディレクションも概ね好評を博している。ロブソンは、『UNDERTALE』のビジュアルデザインとピクセルアートが平凡なクオリティなのに対し、『OneShot』はキャラクターと環境が明瞭だと述べている。ニコルソンとラトレッジもその芸術性を賞賛し、前者は物語の重々しい調子を反映している点を評価している。テイカラはテーマの配色が面白いと感じたが、ゲームの環境の多くが不必要に単純で、全体的な方向性があまりにも控えめであると主張している。GameGrinのロブソン・ベンは、ゲームを複数回再開できるようになったことがテーマから外れていると主張し、オリジナル版の「一度きり（One shot）」という性質が損なわれたと批判している。
ラトリッジは、「『OneShot』は大抵が夢のように見えることもあり、ゲームの視覚的な手掛かりとマッチする世界のサウンドがこの感覚を十分に伝えている。」と述べている。ロブソンはゲームの音楽性に否定的で、「幾つか良いものはあったが、残りのものははるかに記憶に残るものがなく、自分が本当に目立ったと言える曲はなかった。」と述べている。
2017年、『OneShot』はゴールデンジョイスティックアワードの「PCゲームオブザイヤー」カテゴリーにノミネートされた。